# Radboud (voornaam)
Radboud en Radbod zijn van oorsprong Germaanse jongensnamen. Het tweede lid van de namen is -boud of -bod, ondanks hun gelijkenis twee verschillende woorden met verschillende betekenissen. Waar -boud zoiets als stoutmoedig betekent, hangt -bod samen met (ge)bieden. 
De voornaam Radbod is tegenwoordig een zeldzaamheid. Het Meertens Instituut telde de naam in 2014 minder dan vijf keer bij jongens, en enkel als volgnaam. Radboud kwam 274 en 264 keer voor als respectievelijk eerste voornaam en volgnaam bij jongens.